# Pachnodus
Pachnodus é um género de gastrópode  da família Enidae.
Este género contém as seguintes espécies:
- Pachnodus becketti Gerlach, 1994
- Pachnodus lionneti Von Mol & Coppois, 1980
- Pachnodus niger (Dufo, 1840)
  - Pachnodus niger niger (Dufo, 1840)
  - Pachnodus niger subfuscus Gerlach, 1994
- †Pachnodus velutinus (Pfeiffer, 1942)
- Pachnodus niger × velutinus

subgênero Nesiocerastus
- Pachnodus fregatensis Von Mol & Coppois, 1980
- Pachnodus kantilali Von Mol & Coppois, 1980
- Pachnodus ornatus (Dufo, 1840)
- Pachnodus ornatus var. biornatus
- Pachnodus oxoniensis Gerlach, 1994
- Pachnodus praslinus Gerlach, 1990
- Pachnodus silbouettanus Von Mol & Coppois, 1980